# Julián Licastro
Francisco Julián Licastro (26 de marzo de 1940 - 27 de enero de 2022) fue un político argentino dirigente del Partido Justicialista, diplomático, escritor y mayor de artillería del Ejército Argentino (RE).

## Carrera
Egresó primero de su promoción del Colegio Militar, pero fue dado de baja por su oposición a la dictadura del general Juan Carlos Onganía mientras estaba al mando de una unidad de artillería en el Colegio Militar.
En 1970 se entrevistó en Madrid con el exiliado expresidente Juan Domingo Perón. A su regreso fundó junto con José Luis Fernández Valoni el Comando Tecnológico Peronista, una agrupación orientada a organizar acciones políticas del peronismo —aún proscrito tras quince años de su expulsión del gobierno— por fuera del sindicalismo, por entonces la única fuerza organizada con la que contaba el peronismo. En 1972 formó parte del Consejo Nacional del Movimiento Nacional Justicialista, e integró la comitiva que acompañó a Perón  en su regreso definitivo al país.
Durante la tercera presidencia de Perón fue nombrado titular de la Secretaría Política de la Presidencia, a través de la cual orientaba la Escuela de Capacitación Política y la Escuela de Capacitación Sindical. La presidenta María Estela Martínez de Perón lo nombró ministro plenipotenciario, con sede primeramente en San Francisco y Lima.
Durante la última dictadura militar debió exiliarse; de Lima se trasladó a Caracas, donde se instaló como formador de líderes comunitarios y expertos del Programa de las Naciones Unidas para el Desarrollo, recorriendo varios países latinoamericanos. En este período inició la publicación de gran cantidad de libros sobre doctrina y análisis justicialista.
Regresó a su país en 1981, participando en la reorganización del Partido Justicialista, identificado con el "verticalismo", que reconocía la autoridad de María Estela Martínez de Perón. Tras la recuperación de la democracia a partir de 1983, fue consultor del Senado de la Nación, asesor de la Presidencia, Diputado Nacional por la Ciudad de Buenos Aires.

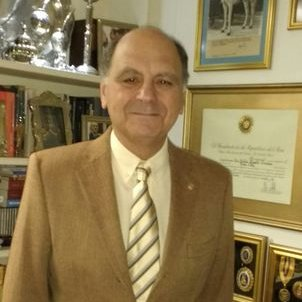

Durante la década de 1990 se identificó con el menemismo y fue nombrado embajador de su país en el Perú, y posteriormente jefe de la delegación argentina ante la Junta Interamericana de Defensa.[cita requerida] Durante la década siguiente destacó su apoyo inicial y su posterior oposición al kirchnerismo, respecto del cual difundió sus diferencias a través de su libro Peronismo o Populismo, Debate sobre la identidad política (2012).
En el año 2012 publicó un libro de memorias titulado Diálogos con Perón.[cita requerida] Referente al gobierno de Mauricio Macri escribió su última obra Entre todos o nadie,  Desde 2016 concentró su actividad en la realización de seminarios y conferencias para la nueva generación de dirigentes, como las conferencias "La misión estratégica del sindicalismo argentino", del 15 de marzo de 2017.[cita requerida]